# Amélie-Catherine de Waldeck-Eisenberg
Amalia Catharina, Comtesse d'Erbach, née le 8 août 1640 et morte le 4 janvier 1697, est une poète et compositrice allemande.

## Biographie
Amélie-Catherine de Waldeck-Eisenberg naît à Arolsen. Elle est la fille du comte Philippe-Dietrich de Waldeck et de la comtesse Marie-Madeleine de Nassau-Siegen. En 1664, elle épouse le comte Georges-Louis d'Erbach-Erbach. Elle publie un certain nombre de poèmes piétistes et de chants à Hildburghausen en 1692. Ils sont destinés à la dévotion familiale privée. Il existe soixante-sept poèmes, dont certains ont seulement une mélodie simple et une basse chiffrée.